# Trena Trice
Patrena Yvette Trice, coniugata Hill, detta Trena (Norfolk, 4 agosto 1965), è un'ex cestista e allenatrice di pallacanestro statunitense, professionista nella WNBA.

## Carriera
È stata selezionata dalle New York Liberty al terzo giro del Draft WNBA 1997 (22ª scelta assoluta).